# Vrioni (famiglia)
La famiglia Vrioni è una famiglia albanese di Vrioni di Berat ed era una delle più grandi proprietarie terriere dell'Albania. La maggior parte delle loro terre (çiftlik) si trovavano nell'area intorno a Berat e nella regione di Musacchia. La famiglia servì per diverse generazioni come bey di Berat e ricoprì anche importanti funzioni nell'amministrazione ottomana. I Vrioni si distinsero al servizio del potente pascià albanese indipendente nei Balcani Alì Pascià di Tepeleni, nelle battaglie in Egitto contro Napoleone e durante la guerra d'indipendenza greca.
Tra i membri più importanti dei Vrioni si annoverano:
- Omer Vrioni, Pascià ottomano durante la rivoluzione greca
- Kahreman Pascià Vrioni I, figlio di Omer Pasha Vrioni, fondatore di Fier
- Ymer Pascià Vrioni (1839-1928), noto come Omar Pasha Vrioni II, co-fondatore di Fier e politico
- Kahreman Pascià Vrioni II (1889-1955), figlio di Ymer Pasha Vrioni
- Mehmet Ali Vrioni, membro del Comitato albanese di Giannina
- Aziz Pascià Vrioni (1859-1920), ottomano - politico albanese
- Iliaz Bey Vrioni (1882 – 1932), politico albanese
- Hysen Bey Vrioni, Ministro della Giustizia albanese 1921-1922, 1922-1924, Ministro degli Affari Esteri 1925-1928, 1931-1932
- Sami Bey Vrioni (1876–1947), delegato dell'Assemblea di Valona, 28 novembre 1912
- Qemal Bey Vrioni (1885-1946), politico albanese degli anni '30 e '40.
- Nyzhet Bey Vrioni, politico albanese dell'inizio del XX secolo
- Isuf Vrioni (1916 - 2001), traduttore, diplomatico albanese, ambasciatore albanese presso l'UNESCO
- Dylber Vrioni, vicepremier albanese dell'era post-comunista
- Isuf Bey Vrioni, bey albanese fu giustiziato dai ribelli patrioti albanesi di Rrapo Hekali nel 1847.